# (121089) Vyšší Brod
(121089) Vyšší Brod, désignation internationale (121089) Vyssi Brod, est un astéroïde de la ceinture principale.

## Description
(121089) Vyssi Brod est un astéroïde de la ceinture principale. Il fut découvert le 24 mars 1999 à l'Observatoire Kleť par Miloš Tichý. Il présente une orbite caractérisée par un demi-grand axe de 2,30 UA, une excentricité de 0,19 et une inclinaison de 8,9° par rapport à l'écliptique.

## Compléments